# Stefano Casali
Stefano Casali (15 ottobre 1962) è un ex marciatore sammarinese.

## Biografia
Nato nel 1962, ha partecipato a due edizioni dei Giochi olimpici: a Mosca 1980, nella 20 km, è arrivato 24º in 1h49'21"3, mentre a Los Angeles 1984, sempre nella 20 km di marcia ha chiuso in 1h35'48" al 35º posto.
Ai Mondiali di Helsinki 1983 ha terminato 53º nella 20 km con il tempo di 1h39'41".
Detiene sei record nazionali sammarinesi: nei 3 km con 12'50"0, ottenuto nel 1985, nei 5 km con 21'57"9 e 21'54"74 (indoor), ottenuti nel 1984 e 1987, nei 10 km con 43'50"5, ottenuto nel 1985, nei 20 km con 1h33'56", ottenuto nel 1985 e nei 50 km con 4h37'12", ottenuto nel 1994.

## Record nazionali

### Seniores
- 3 km: 12'50"0 ( Castelfranco Emilia, 22 giugno 1985)
- 5 km: 21'57"9 ( Forlì, 19 maggio 1984)
- 5 km indoor: 21'54"74 ( Ancona, 10 gennaio 1987)
- 10 km: 43'50"5 ( Modena, 5 maggio 1985)
- 20 km: 1h33'56" ( Ferrara, 14 aprile 1985)
- 50 km: 4h37'12" ( Pescara, 20 marzo 1994)

## Palmarès
| Anno | Manifestazione  | Sede        | Evento       | Risultato | Prestazione | Note |
| ---- | --------------- | ----------- | ------------ | --------- | ----------- | ---- |
| 1980 | Giochi olimpici | Mosca       | Marcia 20 km | 24º       | 1h49'21"3   |      |
| 1983 | Mondiali        | Helsinki    | Marcia 20 km | 53º       | 1h39'41"    |      |
| 1984 | Giochi olimpici | Los Angeles | Marcia 20 km | 35º       | 1h35'48"    |      |